# بوئینگ ایکس‌اف۶بی
بوئینگ ایکس‌اف۶بی (به انگلیسی: Boeing XF6B) یک هواپیمای ساختِ بوئینگ در کشور ایالات متحده آمریکا است. این هواپیما در ۱ فوریه ۱۹۳۳ میلادی نخستین پرواز خود را انجام داد.